# République de Kholodnoïarsk
 (août 2024).
La mise en forme du texte ne suit pas les recommandations de Wikipédia : il faut le « wikifier ».
Les points d'amélioration suivants sont les cas les plus fréquents. Le détail des points à revoir est peut-être précisé sur la page de discussion.
- Les titres sont pré-formatés par le logiciel. Ils ne sont ni en capitales, ni en gras.
- Le texte ne doit pas être écrit en capitales (les noms de famille non plus), ni en gras, ni en italique, ni en « petit »…
- Le gras n'est utilisé que pour surligner le titre de l'article dans l'introduction, une seule fois.
- L'italique est rarement utilisé : mots en langue étrangère, titres d'œuvres, noms de bateaux, etc.
- Les citations ne sont pas en italique mais en corps de texte normal. Elles sont entourées par des guillemets français : « et ».
- Les listes à puces sont à éviter, des paragraphes rédigés étant largement préférés. Les tableaux sont à réserver à la présentation de données structurées (résultats, etc.).
- Les appels de note de bas de page (petits chiffres en exposant, introduits par l'outil «  Source ») sont à placer entre la fin de phrase et le point final[comme ça].
- Les liens internes (vers d'autres articles de Wikipédia) sont à choisir avec parcimonie. Créez des liens vers des articles approfondissant le sujet. Les termes génériques sans rapport avec le sujet sont à éviter, ainsi que les répétitions de liens vers un même terme.
- Les liens externes sont à placer uniquement dans une section « Liens externes », à la fin de l'article. Ces liens sont à choisir avec parcimonie suivant les règles définies. Si un lien sert de source à l'article, son insertion dans le texte est à faire par les notes de bas de page.
- La présentation des références doit suivre les conventions bibliographiques. Il est recommandé d'utiliser les modèles {{Ouvrage}}, {{Chapitre}}, {{Article}}, {{Lien web}} et/ou {{Bibliographie}}. Le mode d'édition visuel peut mettre en forme automatiquement les références.
- Insérer une infobox (cadre d'informations à droite) n'est pas obligatoire pour parachever la mise en page.

Pour une aide détaillée, merci de consulter Aide:Wikification.
Si vous pensez que ces points ont été résolus, vous pouvez retirer ce bandeau et améliorer la mise en forme d'un autre article.
1919–1922
Entités suivantes :
- République populaire ukrainienne

La république de Kholodny Yar (en ukrainien : Холодноярська республіка) était un État auto-proclamé né pendant la guerre soviéto-ukrainienne et qui fut le dernier bastion des partisans de l'indépendance ukrainienne contre l'Armée rouge après la défaite des principales forces de la UPR.

## Histoire

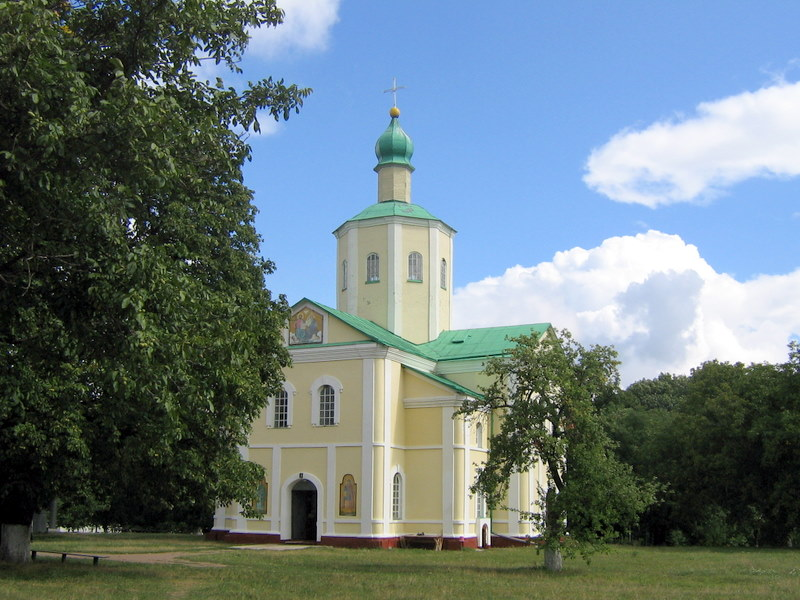
Monastère Motronynskiy, une des bases rebelle.

En 1918-1922, ces lieux sont devenus le centre du mouvement insurrectionnel ukrainien contre les envahisseurs (envahisseurs allemands et interventionnistes russes « blancs » et « rouges »), dirigé par les frères Tchoutchoupak.
Dans le cadre de la révolution d'Octobre, les habitants du village de Melnyky, à la demande de l'abbé, créèrent une unité d'autodéfense du monastère, sous la direction d'Oleksa Tchoutchoupak pour protéger le monastère de l'Armée rouge. A cette époque, ce détachement était composé de 22 personnes .
Plus tard, en 1919, le détachement fut transformé en régiment et Vassyl Tchoutchoupak fut nommé commandant du régiment (avant cela, il était enseigne dans l'armée impériale russe, et encore plus tôt, enseignant de village). Son frère Petro Tchoutchoupak est devenu le chef d'état-major du régiment. Lors de l'occupation de l'Ukraine par l'Armée blanche russe, le régiment participa à leur expulsion de Tcherkassy. Le régiment était constamment reconstitué, son effectif atteignait 2 000 personnes .
Par la suite fut formée la république de Kholodnoïarsk, dont le territoire couvrait plus de 25 villages environnants et comprenait une armée paysanne insurgée comptant environ 15 000 hommes, dont les combattants s'appelaient cosaques, et leurs commandants - atamans (en mémoire de la tradition militaire de la Cosaques ukrainiens).

Vassyl Tchoutchoupak est le chef otaman de Kholodnoïarsk.

Après la mort de Vassyl Tchoutchoupak, la République de Kholodnoïarsk était dirigée par son adjoint, Ivan Derkach, qui dirigeait les forces armées lors du soulèvement antisoviétique du printemps-automne 1920 .
Le 24 septembre 1920, une réunion des dirigeants de la Kholodnyï Iar eut lieu à Medvedivka, là où commençait autrefois la région de Kolyivchtchyna. Lors de cette réunion, Konstantyn Blakytny a été élu chef de toutes les unités rebelles de Kholodny Yar.
Ils furent les seuls dans cette région à pouvoir résister à la Terreur rouge et à la confiscation des récoltes par les autorités soviétiques lors de la Famine de 1921-1922.
La république de Kholodnoïarsk a existé jusqu'en 1922, lorsque la Tchéka a trompé les otamans dans une embuscade. Cependant, même en captivité, dans l'enceinte de la prison de Kiev, les chefs des rebelles ont tué les gardes, saisi les armes et tenté de s'échapper. Au cours de cette bataille inégale, ils sont tous morts .
Le 9 février 1923, à 8 h 30, dans la prison Lukyanivska de Kiev, 38 membres condamnés du mouvement de libération nationale se sont soulevés et ont saisi 14 fusils à cartouches et d'autres armes. La bataille a fait rage au milieu de Kiev pendant près de quatre heures. Ceux qui ne sont pas morts pendant le soulèvement ont été abattus par des employés du OGPU.
Le seul otaman qui a poursuivi la lutte clandestine contre les bolcheviks après la chute de la république était Ivan Tchernooussov, surnommé «Corbeau noir» (ukrainien: Чорний ворон), dont la mort n'a jamais été enregistrée dans les archives des services spéciaux soviétiques 

## En littérature
Le poète ukrainien le plus célèbre Taras Chevtchenko en 1845 a écrit un poème : 
"Parce que sur toi,

le jour de la joie,

le châtiment se dissoudra,

Et un nouvel incendie

soufflera de Kholodnoïarsk"
 
(Бо в день радості над вами Розпадеться кара. І повіє огонь новий з Холодного Яру).

## Adaptation à l'écran
- Corbeau noir (Чорний ворон) de Taras Tkatchenko (2019) [7].

## Voir aussi

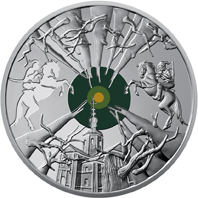
Sur l'avers d'une pièce de monnaie en 2017.
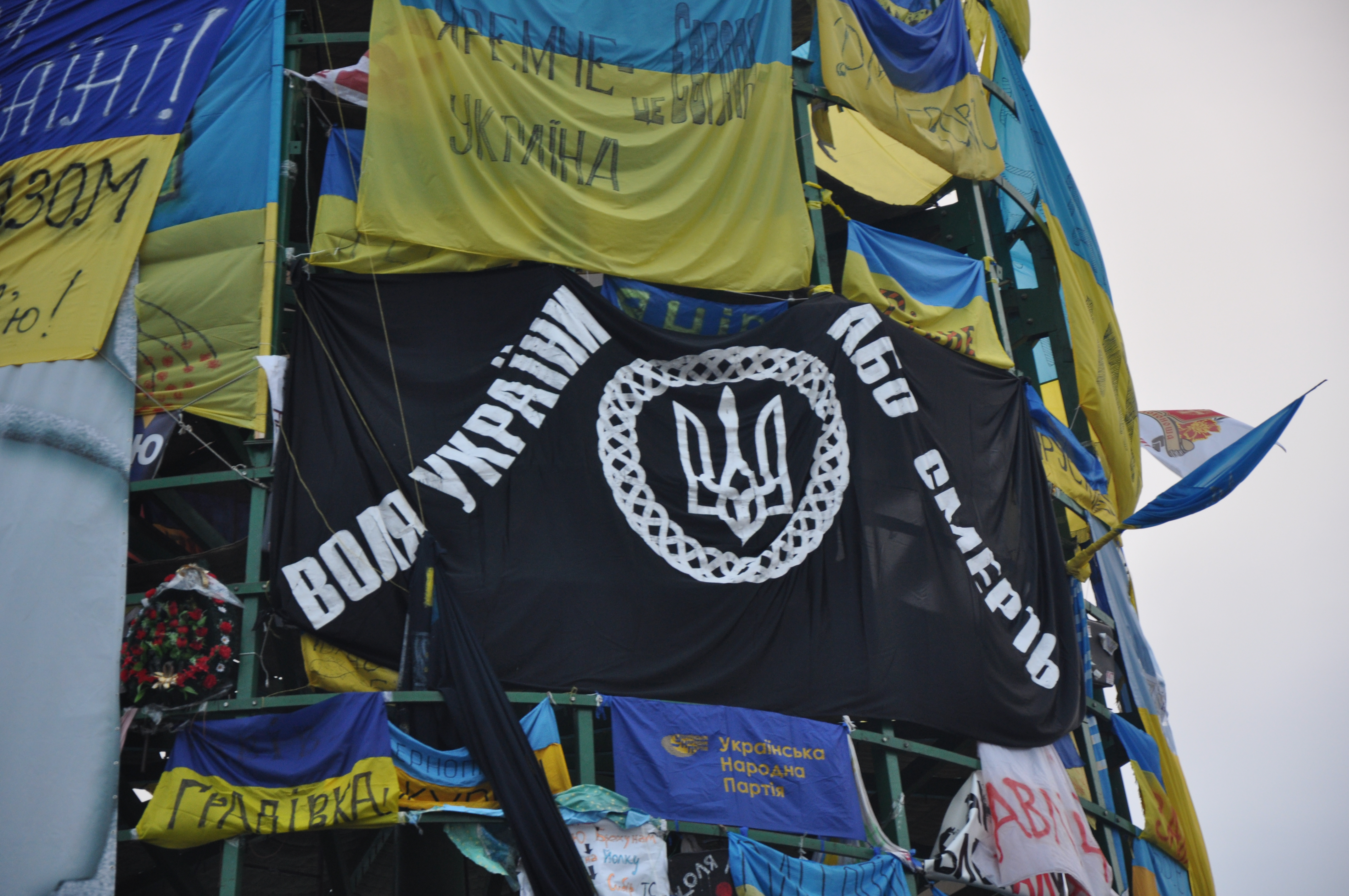
Le drapeau des rebelles du Kholodnyï Iar lors de l'Euro maïdan en 2013 à Kiev.
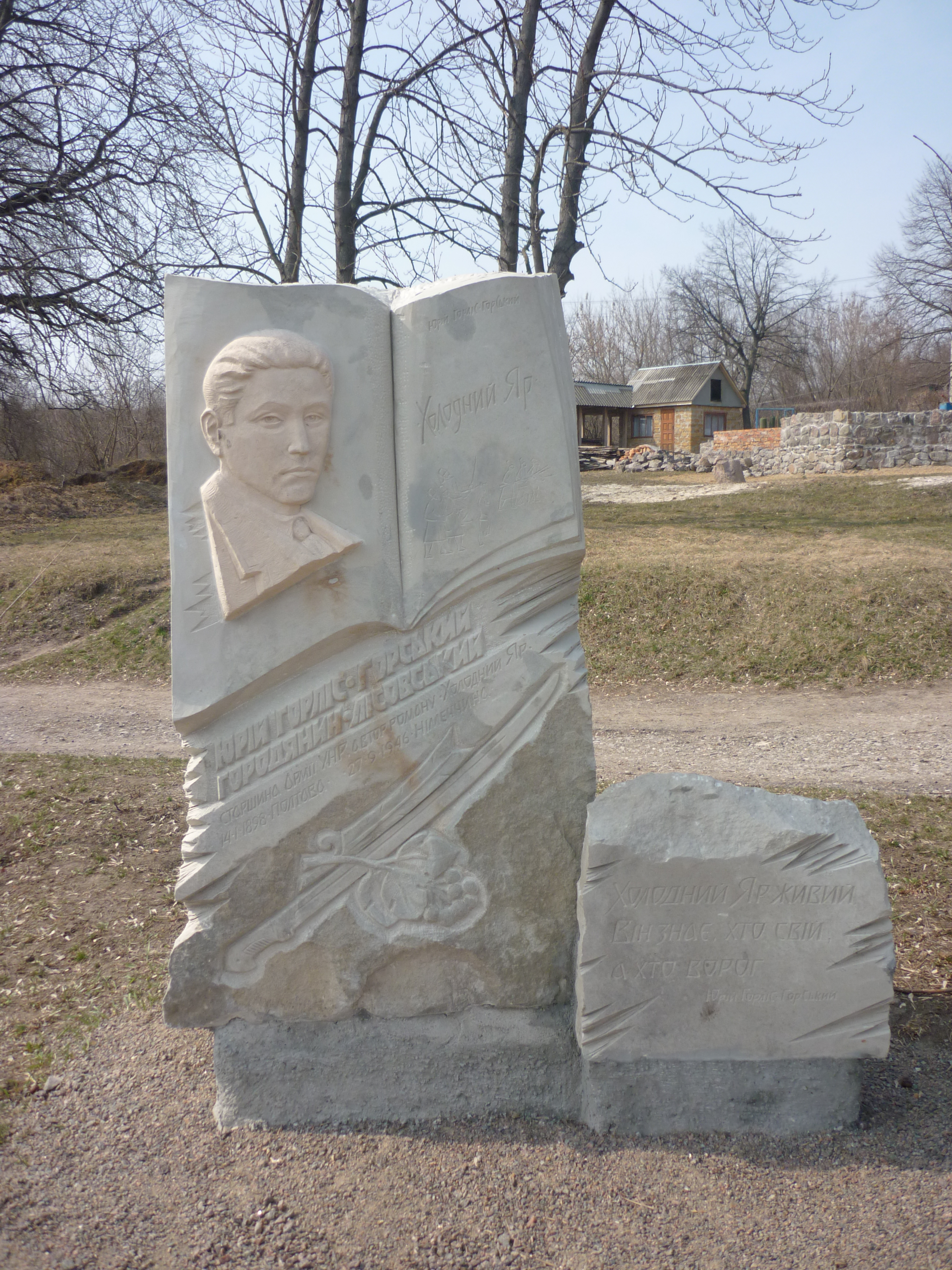
Un monument à Youri Gorlise Gorsky dans le village de Melnyky, créé en 2010, participant à ces événements, auteur du roman documentaire Kholodnyī Yar
Badge de 93e brigade mécanisée, corbeau noir et feuilles de chêne et glands pour la république